# Avalon (록시 뮤직의 음반)
| 평가 점수                     | 평가 점수 |
| 출처                          | 점수      |
| ----------------------------- | --------- |
| AllMusic                      | [ 7 ]     |
| Mojo                          | [ 8 ]     |
| Pitchfork                     | 8.0/10    |
| Q                             | [ 10 ]    |
| Rolling Stone                 | [ 11 ]    |
| The Rolling Stone Album Guide | [ 12 ]    |
| Smash Hits                    | 8/10      |
| Spin Alternative Record Guide | 9/10      |
| Uncut                         | [ 15 ]    |
| The Village Voice             | A−        |

《Avalon》은 영국의 록 밴드 록시 뮤직의 여덟 번째이자 마지막 스튜디오 음반으로, 1982년 5월 28일, E.G.와 폴리도르를 통해 발매되었다. 1981년부터 1982년 사이에 바하마 나소에 있는 컴퍼스 포인트 스튜디오에서 녹음되었으며, 밴드 후기작의 더 부드럽고 더 성인 지향적인 사운드의 절정으로 여겨진다. 이 음반은 소피스티 팝 장르를 개척한 것으로 평가받는다.
첫 번째 싱글 〈More Than This〉는 음반 발매에 앞서 공개되었고, 영국, 오스트레일리아 및 여러 유럽 국가에서 톱 10 히트를 기록했다. 두 번째 싱글 〈Avalon〉은 톱 20에 올랐고, 〈Take a Chance with Me〉는 톱 30에 진입했다. 미국에서는 〈More Than This〉와 〈Take a Chance with Me〉가 각각 103위와 104위를 기록했다.
《Avalon》은 록시 뮤직의 가장 성공적인 스튜디오 음반이다. 영국 음반 차트에서 3주간 1위를 차지했으며, 1년 이상 차트에 머물렀다. 미국에서는 53위에 그쳤으나 서서히 인기를 얻으며 록시 뮤직의 유일한 백만 장 판매 음반이 되었고, 결국 플래티넘 인증을 받았다. 밴드는 음반 발매 이후 간헐적으로 투어를 했지만, 이 음반이 현재까지 가장 최근의 스튜디오 음반이다.

## 커버 아트
커버 아트는 피터 새빌이 디자인했다. 이전 작품들에 비해 시각적으로 덜 명확했지만, 《Avalon》 역시 록시 뮤직 음반 전통대로 여성 이미지를 커버 아트에 담았다. 브라이언 페리의 여자친구이자 곧 아내가 될 루시 헬모어가 음반 커버에 등장한다.
이 장면은 사진작가 닐 커크가 새벽에 아일랜드 코네마라 지역의 로흐 어가 베아그를 바라보며 촬영했다. 중세 투구를 쓴 예복 차림의 인물이 등 뒤에서 물가를 향해 서 있고, 그들의 장갑 낀 손에는 두건을 쓴 쇠황조롱이 한 마리가 앉아 있다. 이는 아서왕이 신비로운 땅 아발론으로 떠난 마지막 여정을 연상시킨다.
1982년 11월, 록시 뮤직의 보컬리스트 브라이언 페리는 《LA 위클리》의 돈 월러와의 인터뷰에서 "〈Avalon〉은 마법의 섬이자 환상적인 장소이며 매우 낭만적인 장소입니다... 저는 이것이 제가 만든 가장 낭만적이고 꿈같은 음반이라고 생각했습니다. 아일랜드 서해안, 음반 커버 사진에 사용된 바로 그 호수에서 〈Avalon〉의 곡 작업을 시작했습니다."라고 말했다.

## 곡 목록
모든 곡들은 특별한 언급이 없는 한 브라이언 페리에 의해 작사/작곡하였다.
| #  | 제목                                | 작사·작곡         | 재생 시간 |
| -- | ----------------------------------- | ----------------- | --------- |
| 1. | 〈More Than This〉                  |                   | 4:30      |
| 2. | 〈The Space Between〉               |                   | 4:30      |
| 3. | 〈Avalon〉                          |                   | 4:16      |
| 4. | 〈India〉 (기악)                    |                   | 1:44      |
| 5. | 〈While My Heart Is Still Beating〉 | 페리, 앤디 매케이 | 3:26      |

| #  | 제목                      | 작사·작곡         | 재생 시간 |
| -- | ------------------------- | ----------------- | --------- |
| 1. | 〈The Main Thing〉        |                   | 3:54      |
| 2. | 〈Take a Chance with Me〉 | 페리, 필 만자네라 | 4:42      |
| 3. | 〈To Turn You On〉        |                   | 4:16      |
| 4. | 〈True to Life〉          |                   | 4:25      |
| 5. | 〈Tara〉 (기악)           | 페리, 매케이      | 1:43      |

## 인증
| 국가                                                  | 인증        | 판매량/출하량 |
| ----------------------------------------------------- | ----------- | ------------- |
| 오스트레일리아 (ARIA)                                 | 2× 플래티넘 | 100,000^      |
| 캐나다 (뮤직 캐나다)                                  | 플래티넘    | 100,000^      |
| 프랑스 (SNEP)                                         | 골드        | 100,000*      |
| 독일 (BVMI)                                           | 골드        | 250,000^      |
| 네덜란드 (NVPI)                                       | 플래티넘    | 100,000^      |
| 뉴질랜드 (RMNZ)                                       | 플래티넘    | 15,000^       |
| 스페인 (PROMUSICAE)                                   | 골드        | 50,000^       |
| 영국 (BPI)                                            | 플래티넘    | 300,000^      |
| 미국 (RIAA)                                           | 플래티넘    | 1,000,000^    |
| *판매량을 기반으로 한 인증 ^출하량을 기반으로 한 인증 |             |               |